# Эдфельдт, Катти
Агги Катарина Эдфельдт (швед. Aggie Catharina Edfeldt; род. 29 марта 1950 года, Евле, Швеция) — шведская актриса, режиссёр и сценарист.

## Биография
Катти Эдфельдт начала свою кинокарьеру с раннего детства. С 1966 года она работала в Шведской киностудии помощником режиссёра Улле Хелльбума. Тогда в её обязанности входили поиски детей-актёров для фильмов. Позже, в 90-х годах, Катти становится независимым режиссёром, а также придумывает сценарии к своим кинокартинам. Большинство её работ — детские фильмы.
В 2007 году Катти Эдфельдт была награждена премией «Мытник Эдера» за огромный вклад в детские фильмы Швеции. Вечером того же дня Катти наградили премией «Лучший режиссёр» фильма «Дети окраин». Лучшими фильмами Катти Эдфельдт признаны: «Дети окраин», «Новые приключения детей из Бюллербю», а также «Ева и Адам – Четыре дня рождения и одно фиаско».
Дочь Катти — Туве Эдфельдт — тоже актриса.

## Фильмография

#### Актриса
| Год  | Название                            | Персонаж            |
| ---- | ----------------------------------- | ------------------- |
| 1960 | Дети из Бюллербю (сериал)           | рассказчик          |
| 1964 | Любовные парочки                    |                     |
| 1966 | Ура, Роланд!                        | Катарина, подросток |
| 1966 | Вот твоя жизнь                      | Майя                |
| 1968 | Эне, бене, рес                      | Джейн               |
| 1974 | Карлсон который живет на крыше      | девушка с цветами   |
| 1976 | Mina drömmars stad (сериал)         | сотрудница бюро     |
| 1981 | Rasmus på luffen                    |                     |
| 1981 | Sopor                               |                     |
| 1986 | Дети из Бюллербю                    | Соргордс-Элин       |
| 1987 | Новые приключения детей из Бюллербю | Соргордс-Элин       |
| 1982 | Manskören                           |                     |
| 1997 | Пеппи Длинныйчулок                  | (озвучка)           |
| 2002 | Ollebom                             |                     |

#### Режиссёр
| Год  | Название                                       |
| ---- | ---------------------------------------------- |
| 1988 | Mimmi (сериал)                                 |
| 1994 | Сикстен                                        |
| 1999 | Ева и Адам (сериал)                            |
| 2001 | Ева и Адам – Четыре дня рождения и одно фиаско |
| 2003 | Vera med flera (сериал)                        |
| 2005 | Se min värld — filmen om Adam                  |
| 2006 | Дети окраин                                    |
| 2016 | Сив потерял сон                                |

#### Сценарист
| Год  | Название                          |
| ---- | --------------------------------- |
| 1980 | Человек, который стал миллионером |
| 1981 | Петух                             |
| 1989 | 1939                              |
| 1990 | Блэк Джэк                         |
| 2003 | Vera med flera (сериал)           |